# جیمز ای. مک‌دوگال
جیمز ای. مک‌دوگال (به انگلیسی: James A. McDougall) سناتور سابق عضو حزب دموکرات ایالات متحده آمریکا بود. وی در سال ۱۸۶۱ تا ۱۸۶۷ میلادی سناتور ایالت کالیفرنیا در سنای ایالات متحده آمریکا بود.